# العلاقات الغانية المالاوية
العلاقات الغانية المالاوية هي العلاقات الثنائية التي تجمع بين غانا ومالاوي.

## مقارنة بين البلدين
هذه مقارنة عامة ومرجعية للدولتين:
| وجه المقارنة                                              | غانا         | مالاوي                     |
| --------------------------------------------------------- | ------------ | -------------------------- |
| المساحة (كم2)                                             | 238.53 ألف   | 118.48 ألف                 |
| عدد السكان (نسمة)                                         | 26.91 مليون  | 18.62 مليون                |
| الكثافة السكانية (ن./كم²)                                 | 112.82       | 157.16                     |
| العاصمة                                                   | أكرا         | ليلونغوي، زومبا            |
| اللغة الرسمية                                             | لغة إنجليزية | لغة إنجليزية، لغة الشيشيوا |
| العملة                                                    | سيدي غاني    | كواشا ملاوية               |
| الناتج المحلي الإجمالي (بليون دولار)                      | 47.33 مليار  | 6.30 مليار                 |
| الناتج المحلي الإجمالي (تعادل القوة الشرائية) بليون دولار | 115.41 مليار | 22.43 مليار                |
| الناتج المحلي الإجمالي الاسمي للفرد دولار أمريكي          | 1.37 ألف     | 338                        |
| الناتج المحلي الإجمالي للفرد دولار أمريكي                 | 4.08 ألف     | 1.20 ألف                   |
| مؤشر التنمية البشرية                                      | 0.579        | 0.445                      |
| رمز المكالمات الدولي                                      | +233         | +265                       |
| رمز الإنترنت                                              | .gh          | .mw                        |
| المنطقة الزمنية                                           | 00           | ت ع م+02:00                |

## منظمات دولية مشتركة
يشترك البلدان في عضوية مجموعة من المنظمات الدولية، منها:
| علم المنظمة | اسم المنظمة                                                | تاريخ انضمام غانا | تاريخ انضمام مالاوي |
| ----------- | ---------------------------------------------------------- | ----------------- | ------------------- |
|             | وكالة ضمان الاستثمار متعدد الأطراف                         | 29 أبريل 1988     | 12 أبريل 1988       |
|             | الأمم المتحدة                                              | 8 مارس 1957       | 1 ديسمبر 1964       |
|             | العملية المشتركة للاتحاد الأفريقي والأمم المتحدة في دارفور | ?                 | ?                   |
|             | دول الكومنولث                                              | ?                 | ?                   |
|             | منظمة حظر الأسلحة الكيميائية                               | ?                 | ?                   |
|             | منظمة التجارة العالمية                                     | ?                 | ?                   |
|             | منظمة الشرطة الجنائية الدولية                              | ?                 | ?                   |
|             | الاتحاد الأفريقي                                           | ?                 | ?                   |
|             | البنك الإفريقي للتنمية                                     | ?                 | ?                   |
|             | مؤسسة التنمية الدولية                                      | 29 ديسمبر 1960    | 19 يوليو 1965       |
|             | يونسكو                                                     | 11 أبريل 1958     | 27 أكتوبر 1964      |
|             | مجموعة دول أفريقيا والكاريبي والمحيط الهادئ                | ?                 | ?                   |
|             | الاتحاد البريدي العالمي                                    | ?                 | ?                   |
|             | البنك الدولي للإنشاء والتعمير                              | 20 سبتمبر 1957    | 19 يوليو 1965       |
|             | الاتحاد الدولي للاتصالات                                   | 17 مايو 1957      | 19 فبراير 1965      |
|             | مؤسسة التمويل الدولية                                      | 3 أبريل 1958      | 19 يوليو 1965       |
|             | المركز الدولي لتسوية المنازعات الاستشارية                  | 14 أكتوبر 1966    | 14 أكتوبر 1966      |

## وصلات خارجية
- موقع وزارة الخارجية الغانية